# Bièvre (dopływ Rodanu)
Bièvre – rzeka we Francji, przepływająca przez teren departamentu Isère, o długości 21,4 km. Stanowi lewy dopływ Rodanu.